# 蓝山县
蓝山县位于湖南省西南部，地处九嶷山东麓，南岭山脉中段北侧，为永州市代管县。农业以水稻种植为主，楠竹、木材和烤烟、油茶为重要的传统农业产业；锰铁矿储量在中国占有重要地位。全县区域总面积为1806平方公里，人口約33万人，县治塔峰镇。

## 历史
蓝山辖境春秋战国时属楚，汉高祖五年(前202年)始建南平县，隶属桂阳郡；隋大业三年（607年）并入“临武县”；唐武德四年（621年）复置“南平县”；唐天宝元年（742年）因境内“山岭重叠，荟蔚苍翠，浮空如蓝”而更名为“蓝山” 之后一直沿用；1959年蓝山县与嘉禾县合并为蓝嘉县，1961年7月复置蓝山县，1962年12月，蓝山县划归零陵专区管辖（今永州市）。

## 人口
2020年末，永州市第七次全国人口普查公报显示：蓝山县常住人口为329909人，男性人口占比52.14%，女性人口占比47.86%，年龄结构中0-14岁占比25.09%，15-59岁占比56.21%，60岁以上占比18.7%，65岁以上占比13.34%。

## 地理
地理上，蓝山的地势由西南向东北倾斜，以山地为主，为典型的山区县，境内海拔1000米以上的高峰258座，最高峰三峰石海拔1825米。临近县市：北与嘉禾、宁远县交界，东和临武县接壤，西与江华瑶族自治县为邻，南与广东省连州市相连。

## 行政区划
蓝山县下辖8个镇、6个民族乡：
塔峰镇、毛俊镇、楠市镇、所城镇、新圩镇、祠堂圩镇、土市镇、太平圩镇、汇源瑶族乡、犁头瑶族乡、浆洞瑶族乡、湘江源瑶族乡、大桥瑶族乡、荆竹瑶族乡、蓝山荆竹林场、蓝山浆洞林场、蓝山南岭林场、蓝山原种场和蓝山黄毛岭茶场。

## 政治

### 现任领导
| 机构     | 蓝山县人民政府 县长 | · 中国共产党 · 蓝山县委员会 · 书记 | 蓝山县人民代表大会 常务委员会 主任 | · 中国人民政治协商会议 · 蓝山县委员会 · 主席 |
| -------- | ------------------- | ---------------------------------- | ---------------------------------- | -------------------------------------------- |
| 姓名     | 邓群                | 空缺                               | 曹晓春                             | 刘素萍                                       |
| 民族     | 汉族                | 汉族                               | 汉族                               | 汉族                                         |
| 出生地   | 湖南省双牌县        |                                    |                                    |                                              |
| 出生日期 | 1975年1月（50歲）   |                                    | 1969年（55—56歲）                  |                                              |
| 就任日期 | 2021年6月           |                                    | 2025年1月                          | 2021年10月                                   |

## 教育
- 蓝山县第一中学
- 蓝山县第二中学
- 蓝山县第四中学
- 蓝山县土市中学
- 蓝山县城关中学
- 蓝山县大麻中学
- 蓝山县太坪中学
- 蓝山县所城中学
- 蓝山县新圩中学
- 蓝山县早禾中学
- 蓝山县楠市中学
- 蓝山县毛俊中学
- 蓝山县民族中学
- 蓝山县洪观中学
- 蓝山县火市中学
- 蓝山县田心中学
- 蓝山县祠市中学
- 蓝山县竹市中学
- 蓝山县龙溪中学
- 蓝山县第一完全小学
- 蓝山县第二完全小学
- 蓝山县第三完全小学
- 蓝山县职业中专
- 蓝山县蓝翔技术学校
- 蓝山县教师进修学校
- 蓝山县高考文化补习学校
- 蓝山县总工会幼儿学校云溪学校
- 龙溪中学
- 三湘博爱实验学校
- 坦溪学校
- 大元井村学校
- 郑家小学
- 土市中心小学
- 文化幼儿园
- 天真幼儿园总工会分园
- 蓝山县教委幼儿园
- 所城镇中心小学
- 尧仁小学
- 大洞中心小学
- 新塘乡中心小学
- 塔峰镇第四完小
- 明德小学
- 中共蓝山县委党校